# Кісіда Масаюкі
Кісіда Масаюкі (24 листопада 1985) — японський плавець.
Учасник Олімпійських Ігор 2008 року.